# Pseudacanthicus spinosus
Pseudacanthicus spinosus — вид риб з роду Pseudacanthicus родини Лорікарієві ряду сомоподібні. Інша назва «колючий монстр».

## Опис
Загальна довжина сягає 26 см. Голова широка, сплощена зверху. Очі доволі великі, опуклі. Є 2 пари коротеньких вусиків. Щелепи короткі, утворюють гострий кут при їх об'єднанні. Зуби товсті та нечисленні. Тулуб видовжений, його вкрито великою кількістю гострих шипиків. Спинний плавець доволі великий, широкий та довгий. Грудні плавці широкі з шипами, у самців — довгі. Черевні плавці видовжені. Анальний плавець має меншу основу, ніж у черевних. Жировий плавець крихітний. Хвостовий плавець видовжений, роздвоєний, з гострими кінчиками.
Забарвлення оливково-бежеве або світло-сіре з ліловим відливом та овальними плямами шоколадного кольору на тулубі й плавцях. Забарвлення може змінюватися від місця мешкання.

## Спосіб життя
Демерсальна риба. Воліє до прозорої води. Зустрічається в річках з повільною течією. Агресивна риба. Вдень ховається від корчами. Активна вночі. Живиться дрібними безхребетними, водоростями, частками деревини.
Нерест відбувається у підготовлені місця у схованках. Молодь зростає повільно.

## Розповсюдження
Є ендеміком Бразилії. Мешкає у басейні річки Амазонка.